# 22776 Матоссіан
22776 Матоссіан (22776 Matossian) — астероїд головного поясу, відкритий 10 лютого 1999 року.
Тіссеранів параметр щодо Юпітера — 3,558.